# Chineseaktion
La Chineseaktion fue una redada llevado a cabo por la Gestapo con el objetivo de realizar una limpieza étnica en el Barrio Chino de San Pauli, Hamburgo, el 13 de mayo de 1944.

## Antecedentes
Con la industrialización en el mundo marítimo, las compañías navieras contrataron un gran número de mano de obra extranjera. Los chinos llegaron a Hamburgo en barcos mercantes. En su mayoría procedían de Guangzhou y Ningbo. Trabajaban para la Hamburg America Line y la Norddeutscher Lloyd como fogoneros y carboneros. Los miembros de la tripulación crearon clichés racistas y resentimiento hacia ellos. A estos se unieron el proletariado alemán creando la imagen del Peligro amarillo.
Muchos marineros chinos se instalaron o residieron durante grandes períodos de tiempo en Hamburgo. Estas estadías configuraron el barrio de San Pauli ofreciendo un <<lugar de placer, distracción, tranquilidad y de vicio>>. Restaurantes, tiendas pasaron a ser negocios regentados o con población de origen chino y provisionistas de buques proveían de artículos afines a ellos. También llegaron los llamados despectivamernte "Kofferchinesen" ("Chinos-maleta") que se dedicaban a vender artículos de porcelana puerta a puerta o en los mercados. Estos vendedores venían en su mayoría de Qingtian y hablaban un dialecto diferente al de los marineros.
A pesar de ser una comunidad apenas formada por unos cientos de personas, contaban con la protección de la Embajada china berlinesa debido a los acuerdos comerciales entre los dos países.

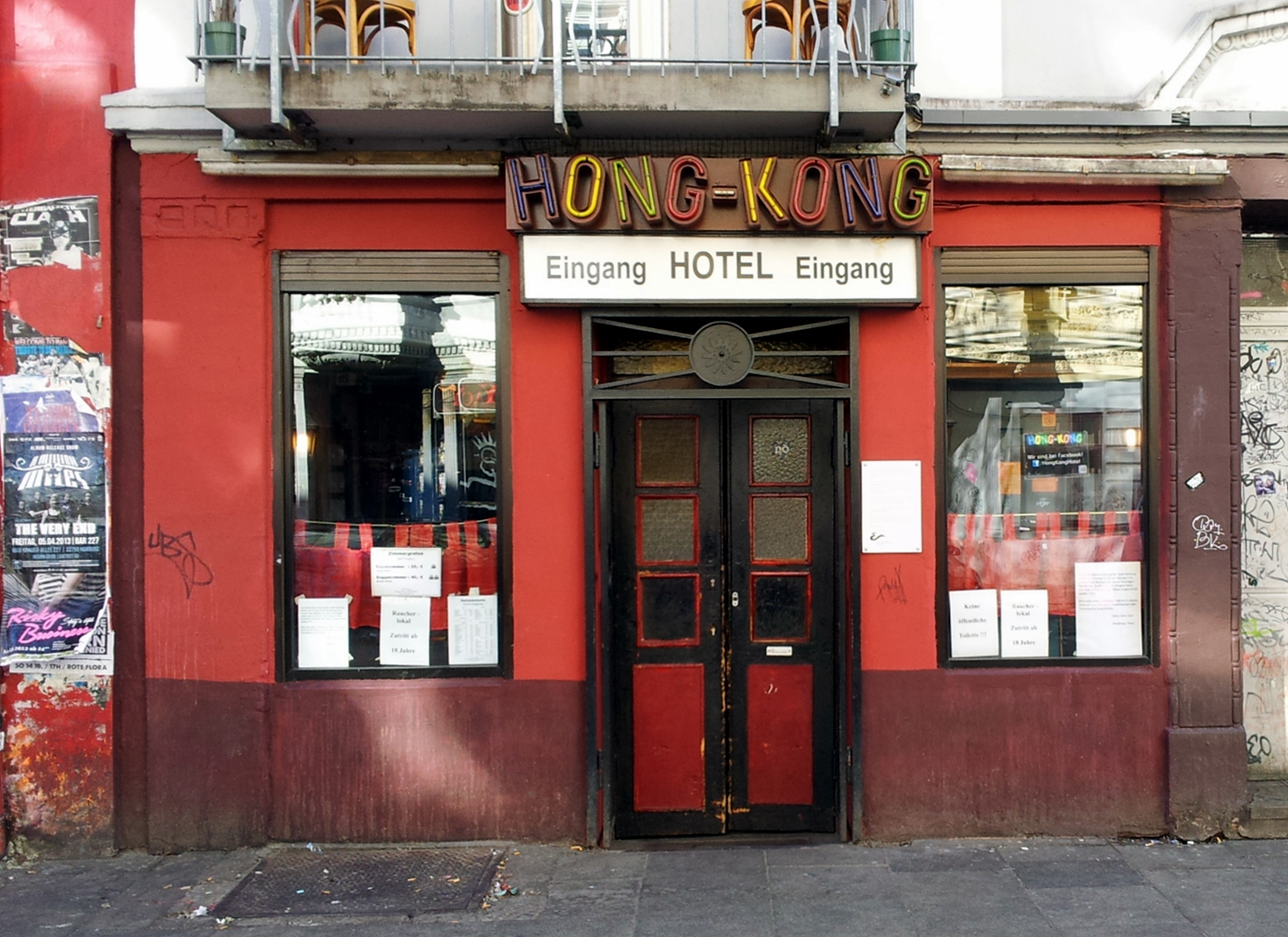
Bar Hong Kong en San Pauli. Inaugurado en 1938

Con la llegada al poder de los nacionalsocialistas a partir de 1933, se intensificaron los actos racistas contra la comunidad china. Inicialmente, los marinos fueron despedidos de las principales compañías navieras, pero volvieron a ser contratados nuevamente a partir de 1935 cuando cayó la tasa de desempleo. Un año después aumentó el control y la vigilancia de los chinos que vivían en Hamburgo, por parte de la Gestapo la policía y la agencia de investigación aduanera.
Con un decreto del 25 de enero de 1938 y el establecimiento de una oficina central para chinos en Berlín bajo el mandato de Reinhard Heydrich, se ordenó que se tomaran medidas enérgicas contra el aumento de la inmigración china. Entre esas medidas estaba la negación del permiso de residencia y la expulsión del Reich a los chinos que viviesen o hubiesen tenido un hijo con mujeres alemanas.
El 7 de diciembre de 1941, el día del ataque de Pearl Harbour por parte de los japoneses; Chiang Kai-shek, Presidente de la República China, declaró la guerra a Alemania. Una vez perdida la protección diplomática, los chinos fueron trasladados a hacer trabajos forzados en lavanderías y rutas navegables interiores.

## Transcurso

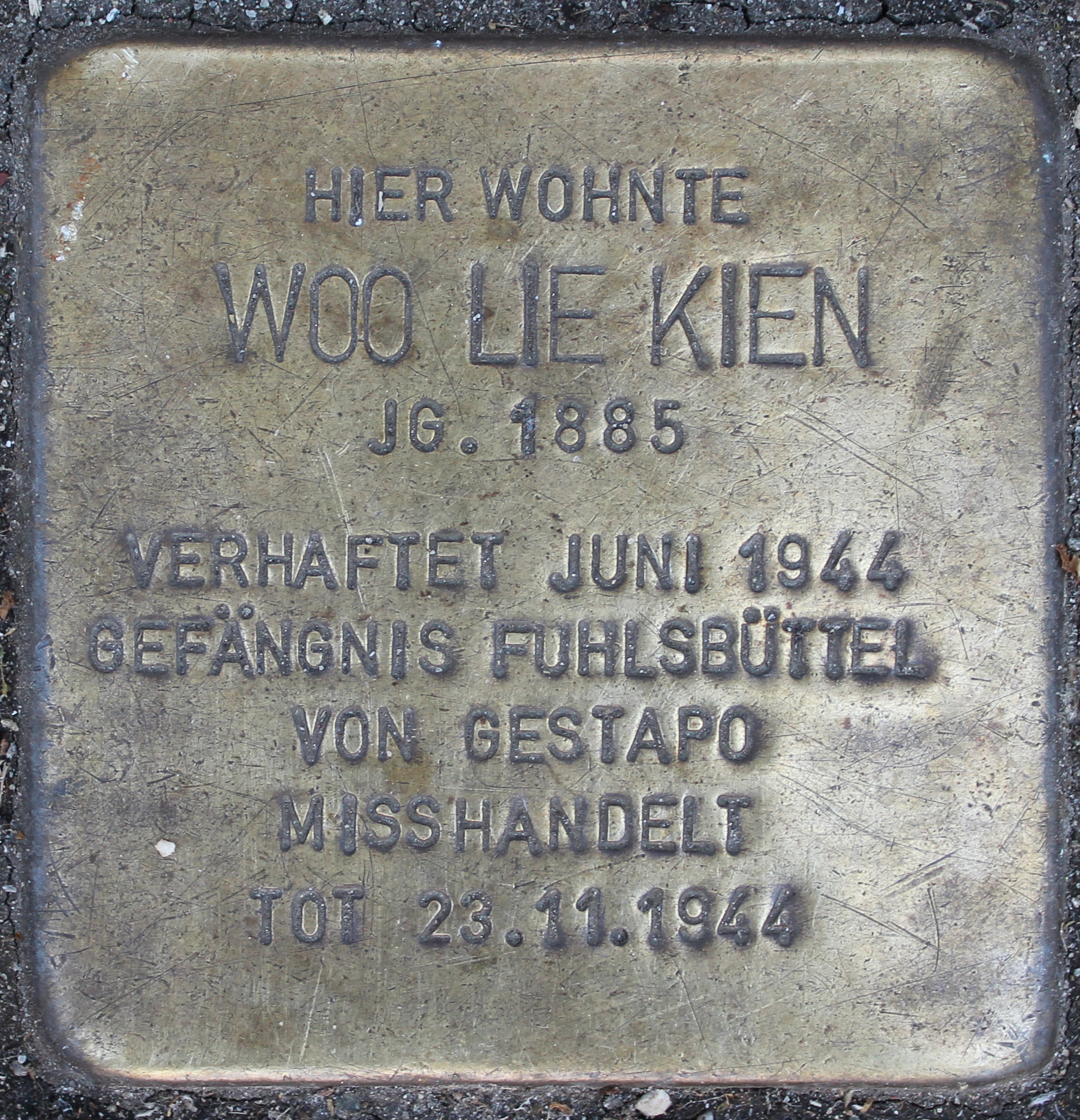
Stolpersteine de Woo Lie Kien. Asesinado por la Gestapo

El 13 de mayo de 1944, las calles de San Pauli fueron completamente acordonadas por fuerzas policiales armadas con ametralladoras, especialmente alrededor de Schmuckstrasse. Unos 200 oficiales bajo la dirección de la Gestapo arrestaron alrededor de 130 chinos, que fueron llevados en un principio a Davidwache y de allí a Dammtor, prisión preventiva de Hamburgo, donde se les quitó los pasaportes, el dinero y los objetos de valor. Luego fueron llevados al campo de concentración de Fuhlsbüttel, campo satélite de Neuengamme, donde fueron encarcelados varios meses. Muchos de ellos fueron severamente maltratados y torturados, y algunos no sobrevivieron a la tortura.
La orden de la Chinesenaktion fue dada por el jefe de la Gestapo Albert Schwelm y la llevó a cabo el oficial de la Gestapo Erich Hanisch. En septiembre de 1944, de 60 a 80 chinos encarcelados fueron deportados al "campo de educación laboral de Langer Morgen" donde fueron obligados a realizar trabajos forzados. El resto fue trasladado al campo de concentración de Neuengamme. Diecisiete chinos no sobrevivieron al campamento, sus nombres estaban en una lista que luego se perdió. Se cree que el número total de víctimas es mucho mayor.
Amigos de los chinos arrestados, las mujeres que vivían en pareja o trabajaban en los restaurantes chinos también se vieron afectadas. Fueron arrestadas, interrogadas, puestas bajo "custodia protectora" o enviadas a instituciones y campos de concentración.